# Мартін Лопес-Суберо
Мартін Лопес-Суберо (ісп. Martín López-Zubero, 23 квітня 1969) — іспанський плавець.
Олімпійський чемпіон 1992 року, учасник 1988, 1996 років.
Чемпіон світу з водних видів спорту 1991, 1994 років.
Чемпіон Європи з водних видів спорту 1989, 1991, 1993, 1997 років.